# 日多克河
日多克河（烏克蘭語：Жидок），是烏克蘭北部的河流，屬於第聶伯河的支流，流經基輔州的維什霍羅德區，河道全長25公里，流域面積151平方公里。